# Modern Talking
Modern Talking bio je njemački dance pop sastav, kojeg su sačinjavali Thomas Anders i Dieter Bohlen. Sastav je osnovan 1984. godine, a najveći uspjeh imao je u drugoj polovici 1980-ih godina, s hitovima "You're My Heart, You're My Soul", "You Can Win If You Want", "Cheri", "Cheri Lady" i "Brother Louie".
Sastav je izdavao dva albuma godišnje između 1985. i 1987. istovremeno vršeći promociju svojih singlova na TV-u diljem Europe. Godine 1987. sastav se razilazi, Anders započinje solo karijeru dok Bohlen nastavlja raditi kao producent za druge glazbenike ali i za svoj novi sastav Blue System.
Ponovno se okupljaju 1998. i izdaju obrade svojih starih pjesama koji ponovno postaju hitovi. Izdaju i albume s novim materijalom no razilaze se ponovno 2003. 
Glazbeni stil kojim se sastav može okarakterizirati prije prvog razlaza je eurodisco, na kojeg su utjecali njemački šlageri, disco pop poput Bee Geesa, i talijanski disco poiput Gazebove pjesme "I Like Chopin". Pjesme koje su producirane poslije 1998. naginjale su eurodance ritmu i baladama.
Producentska kuća BMG je objavila da je sastav Modern Talking prodao diljem svijeta preko 120 mil. ploča što je čini najprodavanijim njemačkim sastavom.

## Diskografija

### Albumi
- 1985. The 1st Album
- 1985. Let's Talk About Love
- 1986. Ready for Romance
- 1986. In the Middle of Nowhere
- 1987. Romantic Warriors
- 1987. In the Garden of Venus
- 1998. Back for Good
- 1999. Alone
- 2000. Year of the Dragon
- 2001. America
- 2002. Victory
- 2003. Universe

### Singlovi
- 1984. "You're My Heart, You're My Soul"
- 1985. "You Can Win If You Want"
- 1985. "Cheri Cheri Lady"
- 1986. "Brother Louie"
- 1986. "Atlantis Is Calling (S.O.S. for Love)"
- 1986. "Geronimo's Cadillac"
- 1986. "Give Me Peace On Earth"
- 1987. "Jet Airliner"
- 1987. "In 100 Years"
- 1998. "You're My Heart, You're My Soul '98"
- 1998. "Brother Louie '98"
- 1998. "Space Mix + We Take The Chance"
- 1999. "You Are Not Alone"
- 1999. "Sexy Sexy Lover"
- 2000. "China In Her Eyes"
- 2000. "Don't Take Away My Heart"
- 2001. "Win The Race"
- 2001. "Last Exit To Brooklyn"
- 2002. "Ready For The Victory"
- 2002. "Juliet"
- 2003. "TV Makes The Superstar"